# Rowe-Umlagerung
Die Rowe-Umlagerung, benannt nach dem englischen Chemiker Frederick Maurice Rowe, ist eine Namensreaktion aus dem Bereich der  organischen Chemie und wurde 1926 erstmals beschrieben. Die Rowe-Umlagerung bietet die Möglichkeit Pseudo-phthalazinone (auch Phthalazin-1-one genannt)  in Phthalazinone (auch Phthalazin-4-one genannt) umzuwandeln.

## Übersichtsreaktion
Pseudo-phthalazinone können über eine säurekatalysierte Reaktion unter Wärmeeinwirkung zu Phthalazinone umgelagert werden:

## Reaktionsmechanismus
Es wird davon ausgegangen, dass die Arylgruppe samt Stickstoffatom umgelagert wird. Die Substituenten an der Arylgruppe beeinflussen dabei die Geschwindigkeit der Reaktion. Eine  elektronenziehende Gruppe (z. B. Nitrogruppe) begünstigt die Reaktion, wohingegen eine  elektronenschiebende Gruppe (z. B. Methylgruppe) die Reaktion verzögert.
Der nachfolgende Mechanismus wird in der Literatur beschrieben: